# تئودور دو بز
تئودور دو بز (به فرانسوی: Théodore de Bèze) متخصص الهیات قرن شانزدهم میلادی اهل فرانسه است.